# Rhaphiomidas maculatus
Rhaphiomidas maculatus är en tvåvingeart som beskrevs av Mont A. Cazier 1941. Rhaphiomidas maculatus ingår i släktet Rhaphiomidas och familjen Mydidae. Inga underarter finns listade i Catalogue of Life.